# Sfatul Țării
El Sfatul Țării (en español: «Consejo del territorio» o «Consejo del país») fue la Asamblea Nacional (Parlamento), entre 1917 y 1918, de la Gobernación de Besarabia que, tras la desintegración del Imperio ruso, proclamó la independencia de la República Democrática de Moldavia en diciembre de 1917 y su posterior unión con Rumania en abril (según el estilo antiguo, en marzo) de 1918.

## Origen y organización

### Participación de Rusia en la Primera Guerra Mundial
En agosto de 1914, comenzó la Primera Guerra Mundial y 300 000 besarabios fueron movilizados e inscritos en el ejército del Imperio ruso, la mayoría como consecuencia inmediata de la derrota de Rusia. En marzo de 1917, las acciones militares en el Frente Oriental llegaron a un punto muerto. Entonces comenzaron a producirse conferencias de los soldados en la parte posterior de la línea del frente. Muchos solicitaron una República, ya que el Zar había abdicado en marzo de 1917, pero el Gobierno provisional ruso que tomó su lugar no proclamaría la República hasta septiembre de 1917. Querían, fundamentalmente, cambios sociales y económicos, como la anulación de los privilegios de la nobleza, y una reforma agraria que daría a los campesinos la tierra en la que trabajaban.
A pesar de la mala situación, el Ejército Imperial Ruso no se disolvió. Los soldados siguieron formando unidades, pero a menudo los oficiales fueron sustituidos por otros nuevos. Las unidades seguían estacionadas como antes y no se movían sin el consentimiento del comando general. Los soldados también comenzaron a hacer reivindicaciones políticas, como la reforma agraria, el permiso de usar el idioma nacional en la administración y los tribunales, así como los servicios de educación y de la iglesia en el idioma nacional. Algunos soldados de Besarabia tuvieron numerosas oportunidades para interactuar con los soldados del Reino de Rumanía y con los rumanos étnicos de Transilvania y Bucovina, muchos de estos últimos prisioneros del ejército austríaco y organizados en regimientos ahora luchando en el lado de la Entente.
Los contactos entre la intelectualidad rumana en Austria-Hungría y Rusia eran muy fuertes ya antes de 1914, ya que muchos vieron un objetivo común: la construcción de una patria nacional para todos los rumanos. Había muchas visiones divergentes sobre cómo podría lograrse esto: algunos querían todas las tierras habitadas por rumanos para reunirse bajo la corona austriaca, otros querían un Estado rumano independiente, lo que podría estar más cerca de cualquiera de los poderes centrales o la Entente. En ese momento, menos de la mitad de los rumanos vivían en el territorio de lo que entonces era el Reino de Rumania y, debido a su tamaño pequeño, casi no tenía influencia sobre los dos grandes imperios vecinos. Como resultado, la intelectualidad rumana en Transilvania, Bucovina y Besarabia tuvo que buscar el poder político de por sí, el intercambio de métodos y tácticas con los demás. La prensa de Transilvania en Rumania, como Ardealul de Onisifor Ghibu fueron distribuidos en Besarabia antes de la Primera Guerra Mundial, donde se publicaban periódicos locales como Cuvânt moldovenesc y Viaţa Basarabiei, aunque no del todo ilegales, fueron objeto de las autoridades rusas. Con el recrutamiento general de la Primera Guerra Mundial, muchos representantes de la intelectualidad rumana fueron, ellos mismos, agentes de bajo rango en los ejércitos austriaco y ruso.
En 1917, después de la Revolución de Febrero en Petrogrado, se organizaron "Comités Revolucionarios de los soldados de Moldavia" en las principales ciudades de Rusia, donde los reclutas de Besarabia se concentraban: Odesa, Kiev, Sevastopol, Jersón, Novo-Gueórguievsk, Moroski (Gobernación de Minsk) en Rusia, así como en Iaşi, Roman, y Bârlad en el frente rumano, además de otros más pequeños. Entre los principales mensajes en sus banderas se leía "Tierra y libertad", "Abajo la guerra", y "Derecho de los pueblos a la libre determinación". En abril de 1917 tuvieron lugar la mayoría de esas reuniones en el Imperio Ruso.
El 2 de mayo (según el calendario juliano, el 18 de abril) de 1917, se celebró una gran reunión en Odesa donde participaron más de 10 000 soldados de Besarabia. La resolución adoptada por la reunión demandaba: a) la autonomía política de Besarabia, y b) la organización en Besarabia de las unidades militares de Moldavia (cohortes) con el fin de detener la violencia a la población producido por los irregulares desertores del parcialmente desintegrado Ejército imperial ruso.
Este "Congreso", también contó con la presencia de un número de estudiantes de Besarabia, que obtuvieron de las autoridades rusas el permiso para celebrar cursos para aquellos interesados en la historia y literatura rumana en la Universidad de Odesa, así como una serie de intelectuales de Besarabia, como Emanoil Catelli, Baluţă, y otros, que eran muy probablemente los autores de la resolución aprobada.

### Congresos locales
Después de la Revolución de Febrero y el cese de las hostilidades de la Primera Guerra Mundial, se organizaron varias reuniones y congresos en todo Besarabia, discutiendo el futuro del país. Dirigido por profesores e intelectuales, se celebraron reuniones y se crearon comités en casi todos los pueblos. El 19 de abril [6 de abril según el calendario juliano] y 20 de abril [7 de abril] de 1917, se celebró un congreso de los representantes de las cooperativas rurales ("El Primer Congreso de Cooperativas de Besarabia") en Chişinău y votó una moción exigiendo la autonomía política, administrativa, educativa, religiosa y económica de Besarabia y la formación de una asamblea legislativa "Sfatul Ţării" (literalmente, «Consejo del País»).

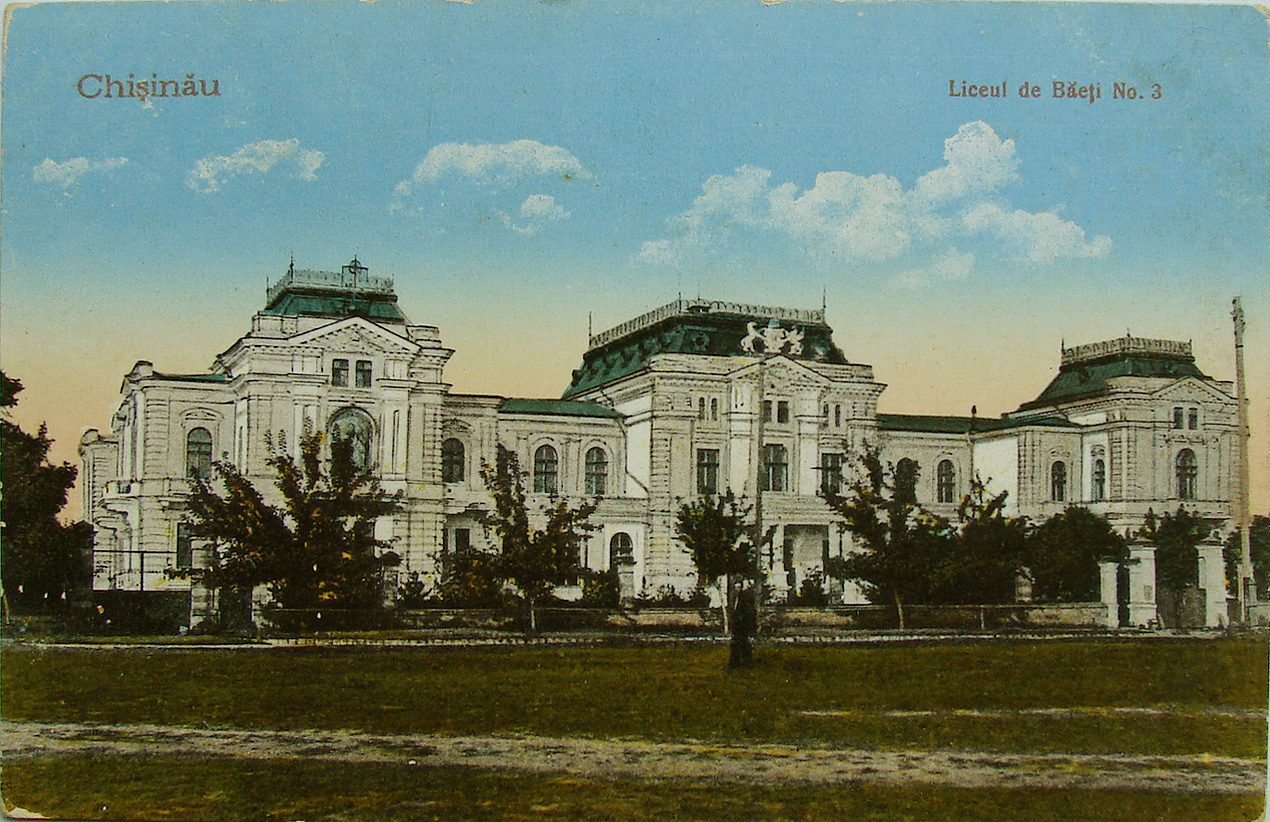
Palacio Sfatul Ţării de Chişinău, postal de 1920.

Esto fue seguido por otros congresos, incluidos los de los soldados, sacerdotes, estudiantes y profesores, todo ellos demandaban autogobierno. El 2 de mayo [19 de abril] y 5 de mayo [22 de abril] de 1917, se celebró un Congreso del Clero y los representantes de los comités parroquiales en Chişinău, exigiendo un arzobispo para dirigir la Iglesia en Besarabia, la autonomía política de Besarabia, y el establecimiento de un Consejo Superior como un cuerpo legislativo y ejecutivo nacional. Se aprobaron mociones similares en los nueve condados de Besarabia.
Se celebró un "Congreso General de maestros de Besarabia" en Chişinău, y aprobó una moción para cambiar el idioma principal que se utilizaba en la enseñanza del ruso al rumano, al usar el alfabeto latino, y apoyo a las demandas de los otros tres congresos. El 7 de junio [25 de mayo] y 10 de junio [28 de mayo] de 1917, el Congreso de Profesores de Moldavia decidió cambiar al alfabeto latino. Entre los discursos más notables en ese congreso figuran los de Alexei Mateevici, que pidió a los besarabios identificarse como "rumanos" en lugar de "moldavos", y de Iulie Frăţiman, quien pidió que las áreas más allá del Dniéster habitadas por rumanos fuesen administradas por Besarabia. Estas opiniones no fueron unánimes, ya que varios se mostraron contrarios a ser llamado "rumanos", afirmando que no eran rumanos, sino "moldavos".
Durante abril, mayo y junio de 1917, una serie de congresos campesinos se llevaron a cabo a nivel local, exigiendo reformas de la tierra, administrativas y sociales, así como la autonomía de Besarabia. El 14 y 15 de octubre [1 y 2 de octubre] de 1917 se celebró en Chişinău el Primer Congreso General de los campesinos de toda Besarabia. El Congreso afirmó que desde el informe de todas las regiones de Besarabia, la tierra pasó a manos de una corriente de desorden anárquico y público, a la que el gobierno de Kérenski no podía asistir. Por lo tanto, el Congreso decidió crear un Consejo Provisional de 100 miembros, 70 de los cuales debían ser moldavos y 30 serían representantes de los grupos minoritarios. Con este fin, el Congreso hizo una comisión de organización. Sin embargo y pese a que las conversaciones, efectivamente, se mantuvieron, la comisión nunca hizo nada.

### Situación legal y de seguridad
Cuando tuvo lugar la Revolución de Febrero en Petrogrado en 1917, el gobernador de Besarabia renunció y pasó sus poderes legales a Constantin Mimi, el presidente del Zemstvo Gubernial, quien fue nombrado el Comisario del Gobierno Provisional en Besarabia, con Vladimir Criste como su adjunto. Se celebraron procedimientos similares en todas las regiones del Imperio ruso, los jefes de la administración zarista pasaban sus facultades legales a los jefes de la provincia y gobernación de los zemstvos, que luego fueron llamados Comisarios del Condado o Gobernación.
Los funcionarios comenzaron a disolver sus tropas y los soldados trataron de formar grupos de personas de las mismas regiones para volver a casa. El gran número de soldados en retirada puso a prueba los recursos a lo largo de su camino a casa. Como consecuencia, el 30 de mayo, el general Dmitri Shcherbachiov, el comandante supremo de los ejércitos rusos en el frente rumano, por la orden 156370 acordó la formación de 16 cohortes exclusivamente de soldados moldavos y comandados por oficiales moldavos. Los distribuyó entre los nueve condados de Besarabia.

### Comité Central de Soldados
El 22 de junio de 1917, los delegados de los soldados de Moldavia desde todos los frentes rusos y las principales unidades de reserva formaron un Comité de Moldavia Soldados Centrales para Toda Besarabia, con sede en Chișinău. El 29 de julio (calendario juliano 16 de julio), los representantes de los soldados de Moldavia en las unidades del ejército ruso ubicadas en el frente rumano reunidos en Iaşi, propusieron una comisión de juristas en Chișinău, que daría lugar a una declaración de la autonomía nacional y territorial de Besarabia, respetando los derechos de las minorías étnicas de Besarabia. El 29 de julio de 1917, el comité central de los soldados de Moldavia en Chișinău pidió la creación de un consejo de provincia, lo que crearía un Proyecto de Ley de Servicio Nacional y Autonomía Territorial. El 17 de septiembre (4 de septiembre) de 1917, el mismo comité inició su propio periódico, llamado Soldatul român, editado por Iorgu Tudor.
A sugerencia del P. Varzar, P. Harea y el teniente Gherman Pântea, dirigentes del Comité Central de los soldados, la reunión estableció elecciones para una asamblea provincial, Sfatul Ţării. La organización de las elecciones en esa situación era difícil debido a la situación de la seguridad y al hecho de que la mayoría de los hombres entre 19 y 48 años (si no se tenía deformas físicas y no tienen una profesión vital para el abastecimiento de las fuerzas armadas) fueron reclutados en el Ejército ruso, y estacionado en el frente rumano (en acción hasta diciembre de 1917), en Odesa y otros puertos del Mar Negro.

### Partido Nacional Moldavo
Antes de 1917, la intelligentsia de Besarabia estaba dividida entre nobles, conservadores, demócratas y socialistas. Vasile Stroescu, un rico pero modesto filántropo boyardo, logró persuadir a todas las principales facciones de abandonar sus luchas internas y unirse. En abril de 1917 fue creado el Partido Nacional de Moldavia (Partidul Național Moldovenesc), dirigido por el propio Stroescu, quien contaba entre sus miembros a Paul Gore (un conocido conservador), Vladimir Hertza, Pantelimon Halippa (un renombrado socialista) y Onisifor Ghibu. El partido, que exigió la autonomía, tenía un periódico llamado Cuvânt moldovenesc, en el que también contribuyeron algunos refugiados de Bucovina y Transilvania. La piedra angular del programa del Partido Nacional de Moldavia fue obtener la autonomía política, administrativa, eclesiástica, educativa y económica de Besarabia. No dudaron en enviar a los miembros de las respectivas profesiones para los diferentes congresos celebrados en Besarabia a lo largo de 1917 y llegó a ser muy influyente.
Ghibu y George Tofan formaban parte de un grupo de intelectuales de Transilvania y Bucovina que llegó a Besarabia en la estela de la revolución de febrero para ayudar a organizar escuelas en rumano, imprimir libros y periódicos y ayudar a los besarabios a reorganizar la vida política y cultural. Intelectuales de Bucovina, Transilvania, y el viejo reino rumano que escapaban de la guerra de Besarabia, ayudaron con la impresión de Cuvânt moldovenesc, comenzaron varios cursos de idiomas, historia, cultura y de ciencias y levantaron la Universidad del Pueblo (en rumano: Universitatea Populară) en Chișinău.